# Laphria bomboides
Laphria bomboides är en tvåvingeart som beskrevs av Macquart 1849. Laphria bomboides ingår i släktet Laphria och familjen rovflugor. Inga underarter finns listade i Catalogue of Life.